# Kính thiên văn Không gian James Webb
Kính thiên văn Không gian James Webb (JWST), trước đó gọi là Kính thiên văn không gian thế hệ tiếp theo (NGST), là một kính viễn vọng không gian đã được chế tạo và đã được phóng lên vào 19 giờ 20 phút (giờ Việt Nam) ngày 25 tháng 12 năm 2021. Kính JWST có độ nhạy và độ phân giải chưa từng có với khả năng thu thập từ bước sóng khả kiến cho tới hồng ngoại trung, và là thế hệ kính thiên văn kế tiếp của kính thiên văn không gian Hubble và kính thiên văn không gian Spitzer. Kính viễn vọng này có đặc điểm bao gồm một gương chính ghép mảnh đường kính 6,5 mét được tên lửa đưa tới điểm L2 của hệ Mặt Trời-Trái Đất. Các tấm chắn Mặt Trời lớn sẽ giữ cho gương và bốn thiết bị khoa học luôn ở dưới 50 K (−220 °C; −370 °F).
Khả năng của JWST sẽ cho phép khảo cứu trên diện rộng đối với lĩnh vực thiên văn học và vũ trụ học. Một mục tiêu quan trọng đó là quan sát những thiên thể ở xa nhất trong Vũ trụ, vượt phạm vi khả năng nghiên cứu của các thiết bị mặt đất và kính viễn vọng không gian hiện tại. Chúng bao gồm những ngôi sao đầu tiên, kỷ nguyên tái ion hóa, và sự hình thành của các thiên hà đầu tiên. Một mục tiêu khác đó là tìm hiểu sự hình thành sao và hành tinh. Để làm điều đó, JWST sẽ chụp ảnh các đám mây phân tử và các cụm mây hình thành sao, nghiên cứu các đĩa khí bụi bao quanh các sao trẻ, chụp ảnh trực tiếp các hành tinh, và ghi lại phổ của bầu khí quyển các hành tinh đi ngang qua ngôi sao mẹ.
Dự án khởi phát từ 1996, là sự hợp tác phát triển giữa 17 quốc gia dẫn đầu bởi NASA cùng với những đóng góp quan trọng từ cơ quan không gian châu Âu và cơ quan không gian Canada. Nó được đặt tên theo James E. Webb, nhà lãnh đạo thứ hai của NASA, người đóng vai trò tổng hợp đối với chương trình Apollo.
Dự án JWST đã có nhiều lần bị trì hoãn và bị đội chi phí. Lúc đầu người ta ước lượng ngân sách cho dự án kính thiên văn này vào khoảng 1,6 tỷ $ và thời điểm phóng vào năm 2011. NASA đã nhiều lần điều chỉnh thời điểm phóng và hiện tại là vào năm 2021. Năm 2011, Hạ viện Hoa Kỳ đã bỏ phiếu chấm dứt tiếp tục ngân sách cho dự án sau khi khoảng 3 tỷ $ đã được chi tiêu và 75% thiết bị phần cứng của kính đã được chế tạo. Tổng công trình tốn gần 10 tỷ đô vào thời điểm nó được hoàn thành.

## Đặc tính
Đây là kính thiên văn làm việc với dải hồng ngoại, với mục tiêu chính là săn tìm những thiên thể tối, nhỏ và mờ nhạt vốn rất khó tìm thấy với điều kiện thông thường. Ngoài ra, nó cũng quan sát những vật thể phát ra bước sóng lệch về phía hồng ngoại, hoặc các vật thể bị che khuất bởi các vụ nổ trong vũ trụ.

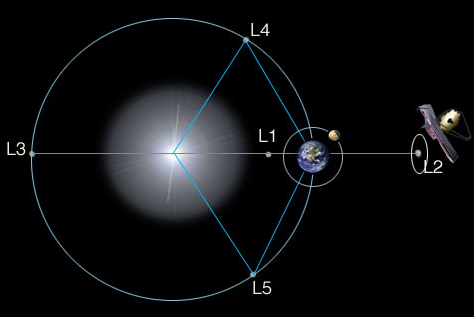
Điểm L2 (vị trí của James Webb) và quỹ đạo của JWST

Lá chắn nhiệt (chống nhiễu) của nó bao gồm 5 tấm phim lọc, làm từ hợp chất giữa nhôm và polymer, dùng để chống lại ảnh hưởng của ánh sáng mặt trời. Trong quá trình hoạt động, tấm chắn ngoài cùng có thể bị mặt trời đốt lên đến 100 độ C, nhưng ở trong, các thiết bị khoa học sẽ được duy trì ở mức nhiệt độ 50K (-223 độ C), ngoài ra còn hạn chế phần nào các vẫn thạch nhỏ gây hại đến gương chính.

Bản vẽ máy tính của kính thiên văn James Webb đã được lắp đặt hoàn chỉnh

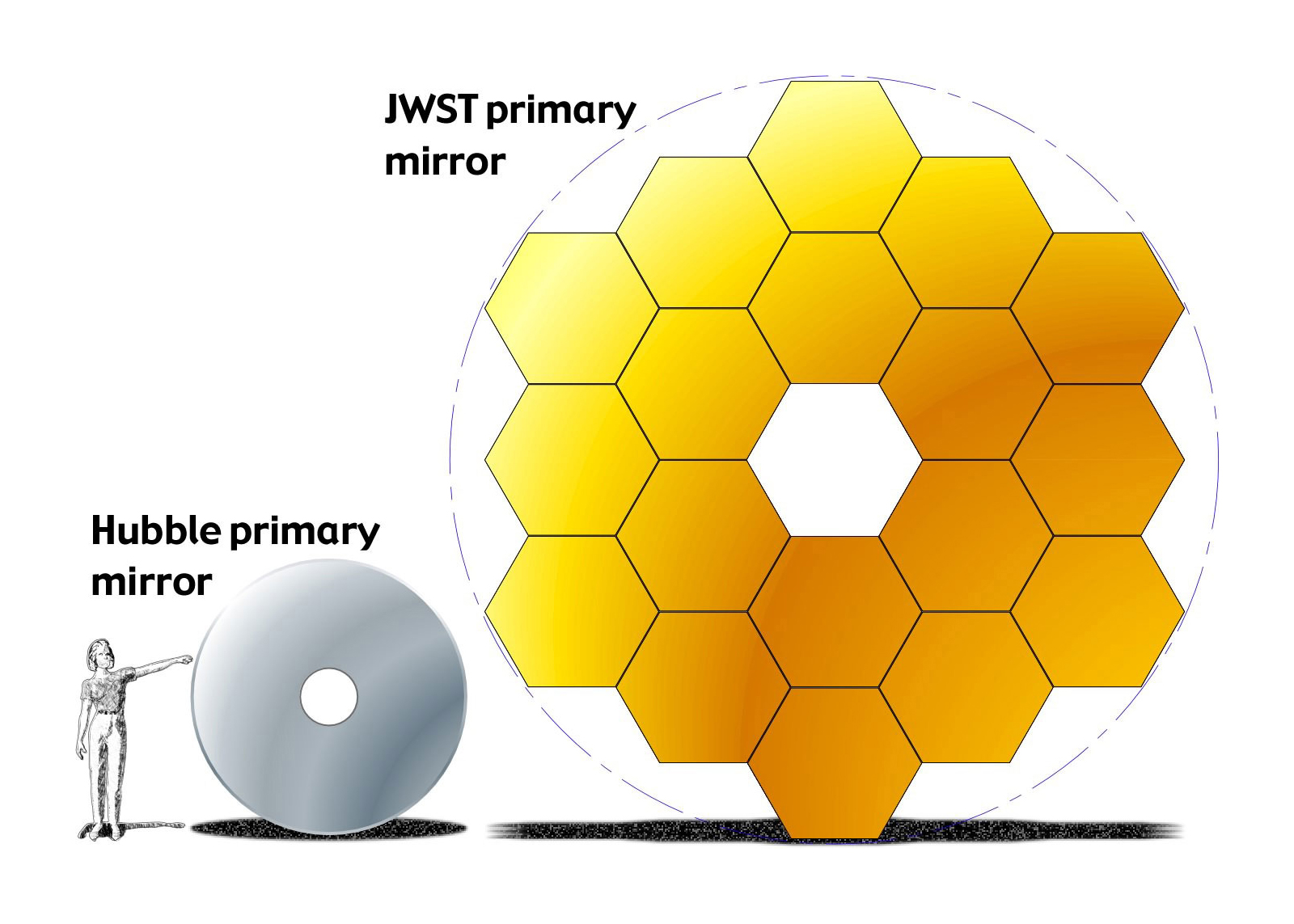
So sánh kích thước với kính Hubble

Gương hội tụ của James Webb có 18 tấm gương lục giác làm từ beryli, được phủ bằng một lớp vàng có độ dày 100x10^-9 mét, bên ngoài lớp vàng được phủ thêm một lớp thủy tinh mỏng để bảo vệ lớp vàng, mục đích của việc phủ vàng nhằm tối ưu hóa cho phản xạ tia hồng ngoại, đồng thời hấp thụ tối đa ánh sáng xanh, khác với Hubble, gương chính lộ ra ngoài thay vì được bảo vệ như Hubble. Đường kính mỗi tấm là 1,3m. Mặt sau được làm mòn bằng axit để loại trừ các kim loại lạ có thể bám vào. Các tấm gương này sẽ hội tụ ánh sáng mạnh hơn kính thiên văn Hubble đến 7-8 lần.
Được cung cấp năng lượng bởi pin mặt trời với công suất 2000W.
Nó đã được đưa lên quỹ đạo cách Trái Đất 1,5 triệu Km (điểm L2) ở đó lực hấp dẫn tác động lên nó sẽ cân bằng, ngoài ổn định, điểm L2 cũng được từ trường trái đất che chắn khỏi bức xạ mặt trời . Tuy nhiên, việc sửa chữa sẽ gặp khó khăn vì quá xa, chi phí để thay pin, sửa chữa hay nâng cấp một bộ phận nào đó sẽ rất tốn kém.

## Hình ảnh của James Webb chụp được

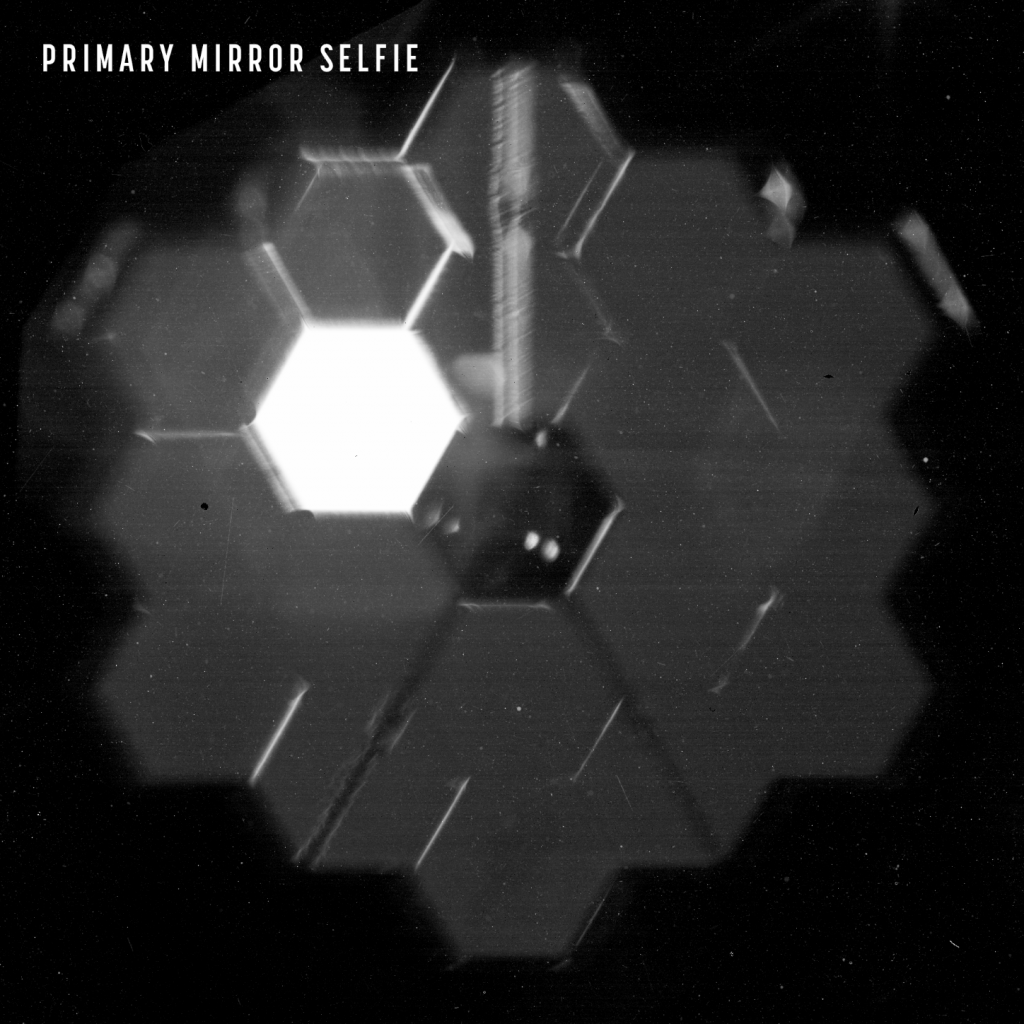
Ảnh selfie gương chính

ảnh chụp Tinh Vân con Cua

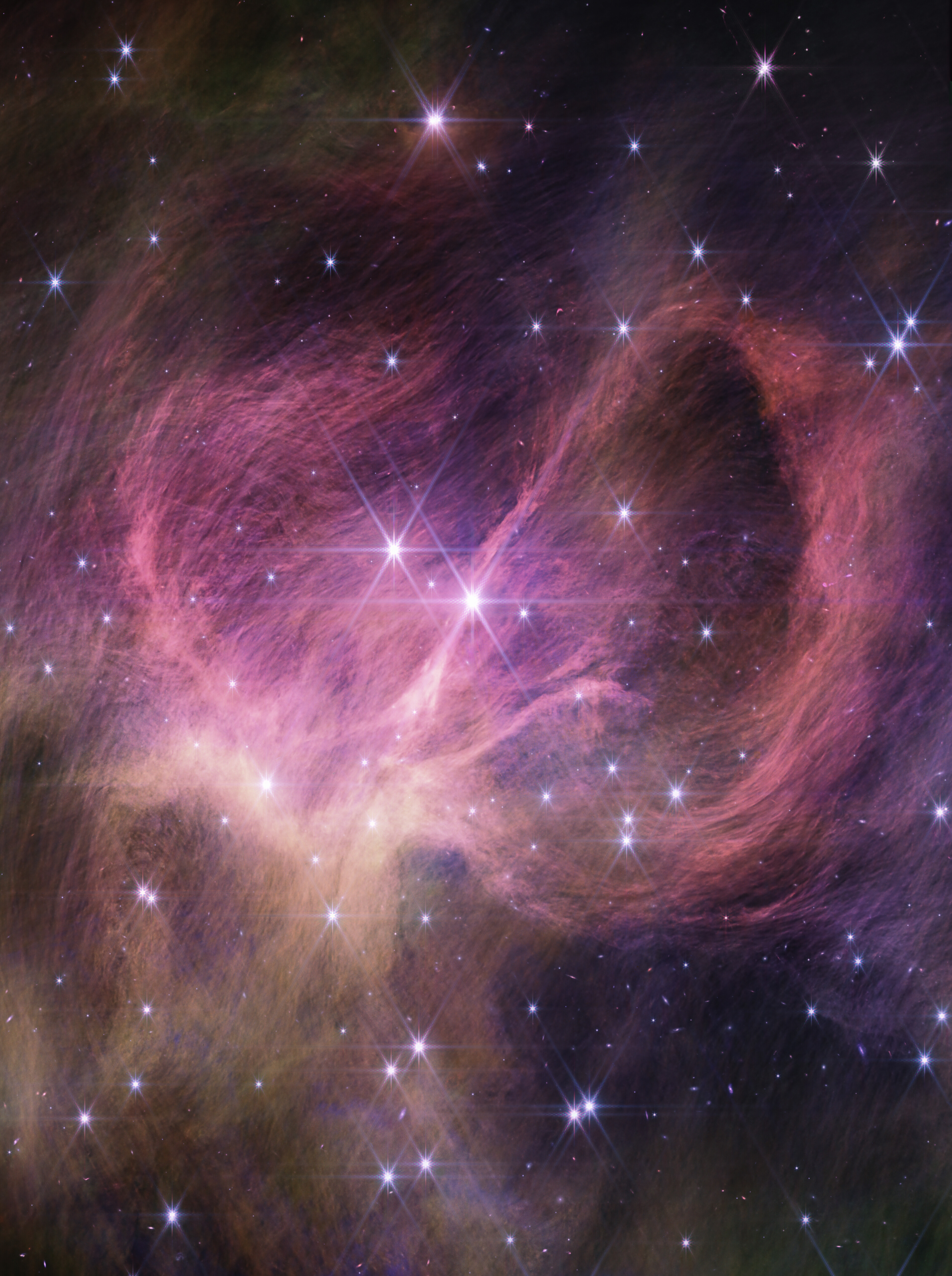
Ảnh chụp Cụm sao IC 348

ảnh chụp Tinh vân M1-67 xung quanh sao Wolf–Rayet (WR 12)

ảnh chụp Sao Mộc,Sao Thổ,Sao Thiên Vương,Sao Hải vương

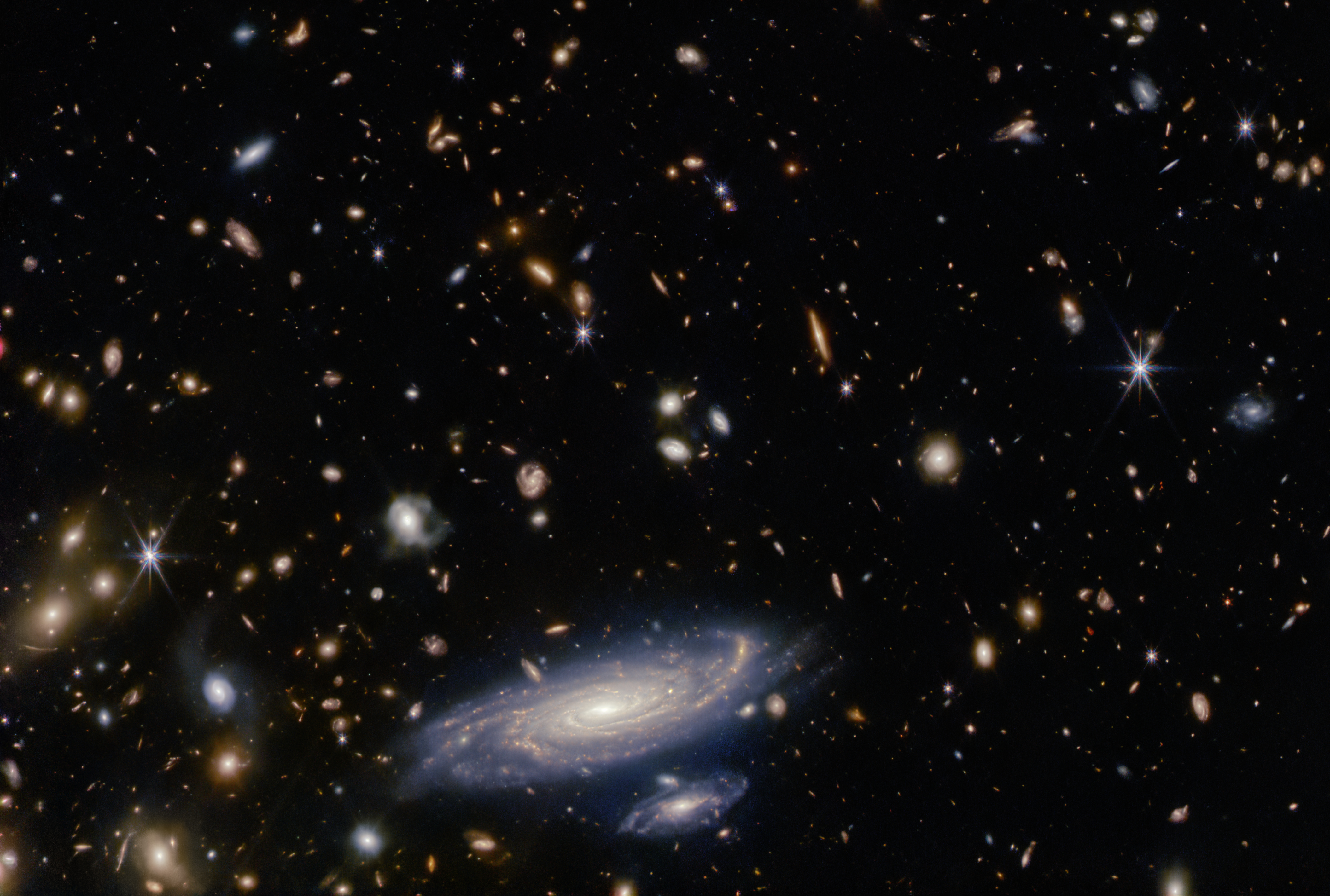
Ảnh chụp Thiên Hà LEDA 2046648 và nhiều Thiên Hà khác

ảnh chụp Tinh Vân Orion bằng NIRCam ở bước sóng ngắn

Ảnh chụp Vật Thể Herbig–Haro 46-47

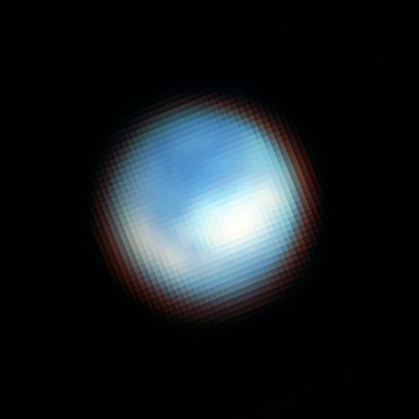
Ảnh chụp vệ tinh Europa của Sao Mộc

## Vị trí và quỹ đạo
JWST hoạt động theo quỹ đạo quầng, quay quanh một điểm trong không gian được gọi là điểm Lagrange L 2 của Mặt trời–Trái đất, cách quỹ đạo của Trái đất quanh Mặt trời khoảng 1.500.000 km (930.000 dặm). Vị trí thực tế của nó thay đổi trong khoảng 250.000 đến 832.000 km (155.000–517.000 dặm) so với L 2 khi nó quay quanh quỹ đạo, giúp nó không bị bóng của cả Trái đất và Mặt trăng. Bằng cách so sánh, Hubble quay quanh bề mặt Trái đất 550 km (340 dặm) và Mặt trăng cách Trái đất khoảng 400.000 km (250.000 dặm). Các vật thể ở gần điểm L 2 Mặt trời–Trái đất này có thể quay quanh Mặt trời đồng bộ với Trái đất, cho phép kính viễn vọng duy trì ở một khoảng cách gần như không đổi  với sự định hướng liên tục của tấm chắn và thiết bị của nó về phía Mặt trời, Trái đất và Mặt trăng. Kết hợp với quỹ đạo tránh bóng rộng, kính viễn vọng có thể đồng thời chặn nhiệt và ánh sáng tới từ cả ba thiên thể này và tránh những thay đổi nhiệt độ dù là nhỏ nhất từ Trái đất và bóng Mặt trăng có thể ảnh hưởng đến cấu trúc, nhưng vẫn duy trì năng lượng mặt trời không bị gián đoạn và Thông tin liên lạc trái đất ở phía mặt trời của nó. Sự sắp xếp này giữ cho nhiệt độ của tàu vũ trụ không đổi và dưới 50 K (−223 °C; −370 °F) cần thiết cho các quan sát hồng ngoại